# Vault-de-Lugny
Vault-de-Lugny is een gemeente in het Franse departement Yonne (regio Bourgogne-Franche-Comté) en telt 328 inwoners (1999). De plaats maakt deel uit van het arrondissement Avallon.

## Geografie
De oppervlakte van Vault-de-Lugny bedraagt 15,2 km², de bevolkingsdichtheid is 21,6 inwoners per km².
De onderstaande kaart toont de ligging van Vault-de-Lugny met de belangrijkste infrastructuur en aangrenzende gemeenten.

## Demografie
Onderstaande figuur toont het verloop van het inwonertal (bron: INSEE-tellingen).